# 命定之人
《命定之人》（韓語：썸바디）为2022年播映的Netflix原创韩国剧集，由《銀嬌》《柳烈的音樂專輯》等电影的导演郑址宇执导，《殺人者的購物目錄》的编剧韩知婉与郑址宇共同执笔剧本。剧情讲述随着以社交应用程序“Somebody”为媒介的杀人案陆续发生，开发者金屿和她身边的朋友们与可疑的男子闰伍交织在一起发生的故事。Netflix于2022年11月18日全球独家公开。
此剧为导演郑址宇执导的首部电视剧作品。在Netflix正式公开前，此剧入选第27届釜山国际电影节“On Screen”单元并放映了前三集内容作为特别首映。

## 演员阵容

### 主要人物
| 演员                    | 角色   | 介绍 |
| ----------------------- | ------ | --- |
| 金英光                  | 成闰伍 | 成功的建筑家、连环杀人魔。黑暗、扭曲的欲望让他对世界和人类充满厌恶，散发的魅力让他很容易获得他人的好感，但并不会轻易表露内心的真实想法。 |
| 姜海林 （童年：朴素乙） | 金屿   | 社交应用程序“Somebody”的开发者，患有阿斯伯格综合征，难以与人沟通，但是拥有非凡才能的天才开发者。                                         |
| 金容智                  | 林木沅 | 神婆、同性恋者，性格温暖，和金屿、嬴琪恩是像家人一样的朋友。                                                                             |
| 金秀娟                  | 嬴琪恩 | 上洞警察局网络搜查组搜查官，和金屿是认识10年的好友，因为意外事故而导致下半身瘫痪。                                                       |

### 其他人物
| 演员   | 角色      | 介绍                                             |
| ------ | --------- | ------------------------------------------------ |
| 崔侑河 | 萨曼莎·郑 | 光谱公司的CEO。                                  |
| 崔尚赫 | 沈友哲    | 光谱公司职员。                                   |
| 秋善宥 | 张荷娜    | 光谱公司职员。                                   |
| 裴康熙 | 李夏以    | 光谱公司的服务器管理员。                         |
| 宋妍智 | Rose      | 与成闰伍约会并被杀害的人之一。                   |
| 申文成 | 闵其雄    | 参加成闰伍罗浦市复合空间项目介绍会的建筑系教授。 |
| 金娜连 | 吴娜恩    | 闵教授的学生，和成闰伍在罗浦约会喝酒后被其杀害。 |
| 朴胤熙 |           | TSC建筑设计事务所所长。                          |
| 李胜允 | 李沇      | 和林木沅约会的女友。                             |
| 李基燦 | 79暴发户  | 林木沅的顾客。                                   |
| 姜智恩 | 洪公主    | 公主小吃店老板娘。                               |
| 元春圭 |           | 乙支路商人会长。                                 |
| 金仲基 | 金恩平    | 警察。                                           |
| 沈宇盛 | 吴佛光    | 警察，嬴琪恩的前辈。                             |
| 金圣勇 | 金善勇    | 金屿的律师。                                     |
| 李智荷 |           | 金屿的母亲。                                     |
| 金雪镇 | Finger    |                                                  |
| 崔在勋 | 郑氏      | 金屿去监狱探视的人。                             |
| 李娜拉 | Foxy      | 成闰伍第一次通过“Somebody”约会并杀害的人。       |

## 制作
此剧在企划阶段曾采用《Finger》和《Bloody Finger》作为剧名，媒体在2020年11月报导金秀贤有望出演此剧的男主角，但其最终谢绝了邀请。此剧也曾邀请电影《非常宣言》的导演韩在林加盟执导和邀请韓孝周出演，但两人均因其他作品的拍摄而参与告吹。

## 反响
公开后第一周（11月21日–11月27日）位列Netflix非英语圈剧集Top10排名第五位。